# 哈丁鎮區 (密蘇里州克林頓縣)
哈丁鎮區（英語：Hardin Township）是位於美國密蘇里州克林頓縣的一個行政鎮區。

## 地方資料
哈丁鎮區的面積為101.50平方千米，當中陸地面積為91.55平方千米，而水域面積為9.95平方千米。根據2020年美國人口普查的數據，當地共有人口2000人，而人口密度為每平方千米19.7人。